# Politika istog izvora
U računarstvu, politika istog izvora (engl. same-origin policy) je bitan koncept u sigurnosnom modelu veb-aplikacije. Ona dozvoljava skriptama koje rade na stranicama poreklom sa istog sajta – kombinacija sheme (енгл. URI scheme), hostname-a i računarskog porta (енгл. Port (computer networking)) – da pristupe međusobnom objektnom modelu dokumenata (DOM) bez posebnih ograničenja, ali sprečava pristup DOMu drugih sajtova. Politika istog izvora se takođe primenjuje na XMLHttpRequest-ove osim u slučaju da server pruža Access-Control-Allow-Origin (CORS) zaglavlje. WebSocket-i naročito nisu podležni ovom konceptu. 
Mehanizam nosi posebni značaj za moderne web-aplikacije koje veoma zavise od HTTP kolačića (енгл. cookie) da bi održali korisničke sesije, zato što se serveri ponašaju u zavisnosti od informacije HTTP kolačića kako bi otkrili osetljive informacije ili kako bi promenili stanje. Striktna razdvojenost od sadržaja koji snabdeva nepovezani sajt mora biti održana od strane klijenta kako bi se izbegao gubitak poverljivosti i integriteta podataka.

## Istorija
Koncept politike istog izvora datira od veb-pregledača Netscape Navigator 2 iz 1995. godine. Svi moderni pregledači koriste neku formu poreklo-polise jer je to kamen temeljac bezbednosti pregledača. Polise ne moraju da se poklapaju sa nekom preciznom specifikacijom ali se često koriste kako bi definisali ugrubo kompatibilne bezbednosne granice za druge skriptne jezike kao što su Adobe Flash ili Adobe Acrobat, ili za mehanizme nevezane za direktnu DOM manipulaciju, kao na primer XMLHttpRequest.

## Pravila određivanja porekla
Algoritam koji se koristi da izračuna „poreklo” URI-a je precizirano u RFC 6454, četvrti odeljak. Za apsolutne URI-je, poreklo je trodelno (protokol, host, port). Ako URI ne koristi hijerarhijski element kao nazivni autoritet (videti RFC 3986, odeljak 3.2) ili ako URI nije apsolutni URI, onda se koristi globalno jedinstven identifikator. Za dva resursa se smatra da su istog porekla samo ako su njihove vrednosti potpuno jednake.
Ilustracije radi, naredna tabela nam daje pregled tipičnih ishoda koristeci URL "http://www.example.com/dir/page.html%5B%5D".
| URL sa kojim se upoređuje                                | Ishod    | Razlog                                               |
| -------------------------------------------------------- | -------- | ---------------------------------------------------- |
| http://www.example.com/dir/page2.html                    | Success  | Same protocol and host                               |
| http://www.example.com/dir2/other.html                   | Success  | Isti protokol i host                                 |
| http://username:password@www.example.com/dir2/other.html | Success  | Same protocol and host                               |
| http://www.example.com:81/dir/other.html                 | Failure  | Same protocol and host but different port            |
| https://www.example.com/dir/other.html                   | Failure  | Different protocol                                   |
| http://en.example.com/dir/other.html                     | Failure  | Different host                                       |
| http://example.com/dir/other.html                        | Failure  | Different host (exact match required)                |
| http://v2.www.example.com/dir/other.html                 | Failure  | Different host (exact match required)                |
| http://www.example.com:80/dir/other.html                 | Deppends | Port explicit. Depends on implementation in browser. |

Za razliku od drugih pregledača, Internet Explorer ne uključuje port u računanju porekla, on koristi Security Zone umesto toga
.

## Opuštanje politike istog izvora
U nekim okolnostima politika istog izvora je previše restriktivna, pa predstavlja problem za velike web-sajtove koji koriste više poddomena. Evo četiri načina da se polisa opusti :

### document.domain odlike
Ako dva prozora (ili frejma) sadrže skriptu koja postavlja domen na istu vrednost, politika istog izvora je opuštena za ova dva prozora, i oni mogu međusobno dejstvovati. Na primer, sarađujući skripti u dokumentima očitanim iz orders.example.com i catalog.example.com mogu postaviti da njihov document.domain bude „example.com”, i tako bi dokumenti izgledali kao da su isto porekla i dozvolili bi svakom dokumentu da pročita odlike ovog drugog. Ovo možda neće svaki put raditi, jer bi port sklonjen u internu reprezentaciju mogao da bude oznacen sa null. Drugim rečima, example.com port 80 će postati example.com port null zato što se document.domain update-uje. Port null se ne može tretirati kao 80 (u zavisnosti od korišćenog pregledača) i zato može da propadne ili uspe u zavisnost od pregledača.

### Cross-Origin deljenje resursa
Druga tehnika za opuštanje postaje standardizovana kao Cross-Origina deljenje resursa (Cross-Origin resource sharing). On produžava HTTP sa novim Origin request zaglavljem i novim CORS uzajamnim zaglavljem. To dozvoljava serverima da koristi zaglavlja da eksplicitno navodi porekla koja mogu da traže fajl ili da iskoriste „wildcard” i dozvole fajlu da bude tražen od strane bilo kog sajta. Pregledači kao što je Firefox 3.5 i Safari 4 koriste ovo novo zaglavlje da dozvole cross-origin HTTP zahteve sa XMLHttpRequest-om koji bi inače bili zabranjeni politikom istog izvora.

### Cross-document messaging
Još jedna nova tehnika, cross-document messaging dozvoljava skriptu sa jedne strane da prosleđuje tekstualne poruke skripti na drugoj stranici nezavisno od porekla skripta. Calling the postMessage() method on a Window object asynchronously fires an "onmessage" event in that window, triggering any user-defined event handlers. Skript na jednoj strani i dalje ne može direktno pristupiti metodama ili varijablama na drugoj strani, ali oni mogu komunicirati bez opasnosti koristeći ovu metodu.

### JSONP
JSONP dozvoljava stranici da primi JSON podatke sa različitog domena tako što doda <script> element stranici koja očitava JSON odgovor sa drugog domena.

## Corner slučajevi i izuzeci
Ponašanje provera i sličnih mehanizama politike istog izvora nije dobro definisana u nekoliko corner slučajeva kao na primer za pseudo-protokole koji nemaju jasno definisano host ime ili port povezan sa svojim URLom (file:, data:, itd.). Ovo je stvaralo popriličan broj sigurnosnih problema, kao što su generalno nepoželjna mogućnost svakog lokalno sačuvanog HTML fajla da pristupi svim drugim fajlovima na disku, ili da komunicira sa bilo kojim sajtom na internetu.
Takođe, mnoge cross-domain operacije koje su bile pre JavaScript-a nisu podležne proveri politike istog izvora. Jedan takav primer je mogućnost uključivanja skripta preko domena.
Na kraju, određeni tipovi napada, kao što je DNS rebinding ili serverski proksiji, dozvoljavaju da se provera host name-a obori, i omogućavaju odbeglim veb stranicama interakciju sa sajtovima kroz adrese koje nisu njihovog pravog porekla. Ovi napadi su opasnost samo u posebnim situacijama, zato što pregledač i dalje veruje da interakciju vrši sa napadačkim sajtom, i zato ne deli kolačiće trećih lica ili druge osetljive podatke napadaču.

## Ublažavanja
Da bi omogucili projektantu da zaobiđe politiku istog izvora, nekoliko „hakova”, kao što je na primer identifikator fragmenata ili window.name odlika su korišćeni za prosleđivanje podataka između dokumenata koji su u različitim domenima. Sa HTML5 standardom, metoda je formalizovana za ovo : postMessage interfejs, koji se jedino nalazi na novijim pregledačima. JSONP takođe može da se iskoristi kako bi omogućio pozive slične Ajax-u drugim domenima.

## Spoljašnje veze
- A detailed comparison of several flavors of same-origin policies
- „A review of deficiencies in same-origin policies and their implication for web security”. Архивирано из оригинала 11. 02. 2007. г. Приступљено 30. 09. 2014.
- Sample vendor-provided same-origin policy specification
- The HTML5 spec's definition of Origin
- WC3 Article on the Same Origin Policy Архивирано на веб-сајту  (27. јануар 2017)
- RFC 6454 on The Web Origin Concept